# Xyloperthodes orthogonius
Xyloperthodes orthogonius är en skalbaggsart som beskrevs av Pierre Lesne 1906. Xyloperthodes orthogonius ingår i släktet Xyloperthodes och familjen kapuschongbaggar. Inga underarter finns listade i Catalogue of Life.